# コケロミケス
コケロミケス Cokelomyces はケカビ目に属するカビの１種である。頂嚢表面から伸び出す細長い柄の先に小胞子嚢を付ける。糸状菌であるが酵母状になることも出来る。菌寄生菌の宿主としても注目される。

## 特徴
タイプ種である C. recurvatus の原記載に基づいて記す。

### 栄養体
通常の培地でよく成長するが、その成長速度は比較的遅い。また、素早く生殖器官を形成し始める。
原記載のものは元の糞の上ではこの種ほぼ単独でよく繁茂していたとのことで、ジャガイモショ糖寒天培地など、ごく普通な培地への移植もごく容易であった。培地上でのコロニーはコウガイケカビなどに比べると成長が遅く、また気中菌糸を出して真綿のような姿になる、ということもほぼなかった。コロニーには帯状に暗色の部分があり、そこでは小胞子嚢形成が豊富に見られた。
なお、本種の基質菌糸の発達は独特な面がある。若い菌糸は無隔壁であるが、すぐに単純な隔壁を生じてある程度球状から卵形の膨らんだ細胞の区画に分かれてしまう。それらは培地表面下のコロニーの大部分を構成し、そこから吸収用の菌糸を下向きにのばし、そして多少とも垂直上向きに伸びる菌糸を生じ、そこに小胞子嚢や接合胞子嚢を生じる。

### 無性生殖
無性生殖は小胞子嚢により、大きい胞子嚢や単胞子性の小胞子嚢などは見られない。胞子嚢柄は基質菌糸から直接に出て、その高さは平均で325㎛、大きくて500㎛で、太さは平均で9㎛。その先端は球状の頂嚢となり、その径は12.6-31.5㎛、平均21㎛。その表面からは多数の小胞子嚢が出るが、その小胞子嚢には長い柄がある。その柄は長さはばらばらで60-120㎛、平均では80㎛、太さは2.2㎛。最初は真っ直ぐだが成熟時には曲がりくねり、その細胞壁は頂嚢より厚く、また暗色に色づく。小胞子嚢はほぼ球形で径8.4-12.6㎛、平均約10㎛。表面は滑らかだが内側の壁面は残渣によって角張っていることがある。胞子は5-30個、普通は20-22個ほど形成され、大きさと形は一定しないが、ほぼ卵形か、不定形をしている。大きさは径2.5×4.5㎛、表面は滑らかで筋模様などはない。ただし小胞子嚢の中で外側に位置していた胞子は残渣をまとって表面に小さな角ができている場合がある。
その発達過程は以下のようなものである。まず基質中の菌糸から胞子嚢柄が真っ直ぐに、あるいはやや曲がりながら伸び出し、その先端が明らかに膨らみ始める。この頂嚢が顕著に膨らむより前に、その表面から小胞子嚢柄が形成され始める。これは当初は真っ直ぐに伸び、すぐにその先端が膨らんで小胞子嚢への発達を始める。小胞子嚢が成熟時の大きさに達するまで、柄はほとんど伸張を見せないが、小胞子嚢が隔壁によって切り離されるのとほぼ同時に小胞子嚢柄は急速に伸び出し、頂嚢に巻き付くように曲がる。小胞子嚢の成熟は小胞子嚢柄の伸張が終わって後に起きる。

### 有性生殖
有性生殖は配偶子嚢接合によって接合胞子嚢を形成することによる。この種は自家和合性で、単独の株でも接合胞子嚢をとてもよく形成する。配偶子嚢は気中菌糸から出て、時には胞子嚢柄の横枝としても出て、更に時にはすでに出来ている配偶子嚢柄の腋からも出る。接合胞子嚢の表面は多数の様々な大きさの突起が並んでいるためにひどく凹凸があり、その先端は尖っていて、高さ4㎛ほどもある。全体としては球形で褐色、径33.5-54.5㎛、普通は43-45㎛。型としてはＨ字型である。

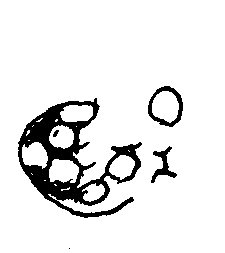
小胞子嚢が崩壊している様子
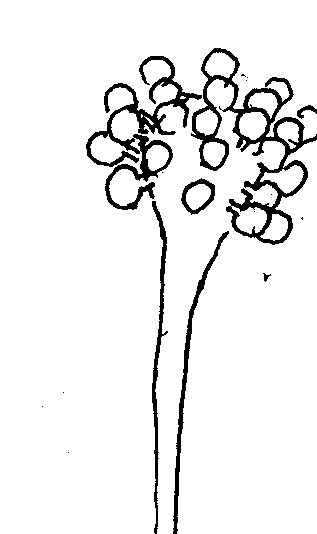
発達初期の胞子嚢柄 小胞子嚢柄がまだ伸びていない
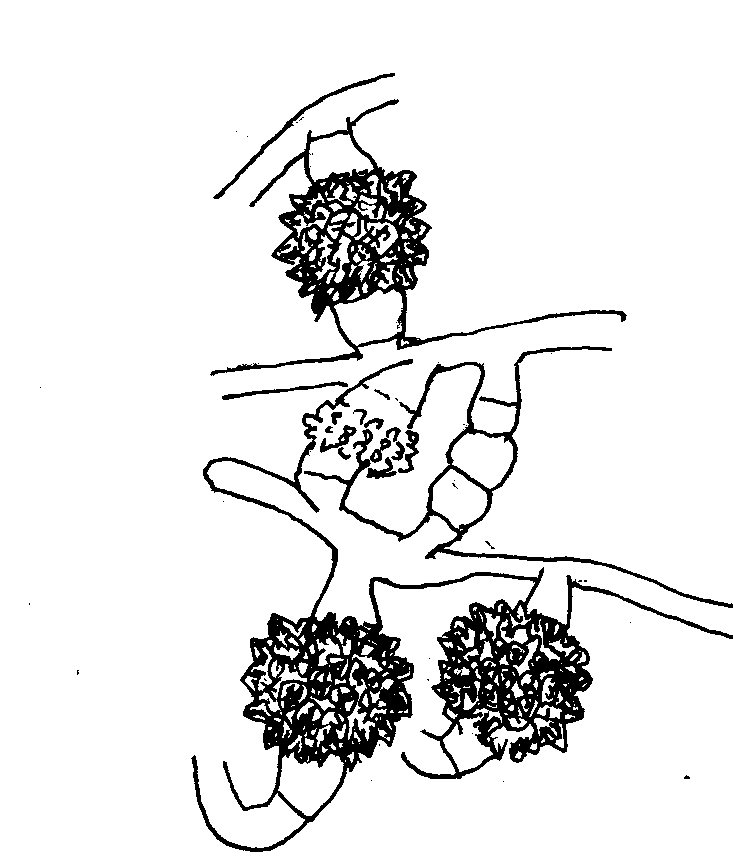
接合胞子嚢の様子

### 形態のまとめ
Benny & Benjamin(1976)では本属の特徴を以下のようにまとめている。
- 胞子嚢柄は基質菌糸から直接に出て、直立し、分枝はしない。その先端には球形の膨大部を生じ、その表面に柄のある小胞子嚢をつける。小胞子嚢柄は長く伸びて、脱落性を持たず、その先端に柱軸を持つ小胞子嚢をつける。小胞子嚢は複数の胞子を含み、球形で、その壁は丈夫で表面は滑らか。柱軸は明瞭。胞子嚢胞子は球形から卵形、あるいは不規則な形で表面は滑らか。接合胞子嚢は球形から亜球形でその外壁は暗色で、丸っこい、あるいは円錐形の突起で覆われる。支持柄は対向形。

### 二形性
本種は当初は糸状菌として知られたが、酵母状の形で生育することも可能であることが発見された。つまり2形性の菌であると言え、酵母の状態では長さ30-90μmとやや大柄な厚膜の酵母の姿となる。その様子は Paracoccidioides brasiliensis によく似ており、また人に強い病原性を持ち、コクシジオイデス症の病原体の1つとしても知られる Coccidioides immitis にもよく似ている。

## 分布と出現基質
原記載は北アメリカのイリノイ州で、ウサギの糞から分離された。このカビはそれ以降も複数の研究者が分離しており、普通に見られるものではないようだが、ごく希というわけではない。それらの採集地は北アメリカからメキシコにわたり、また分離源はほぼ必ず動物の糞である。
他方で人体での病原体としての発見や体内での繁殖も少数例ではあるが報告されている(後述)。

## 分類
この属は記載時にはコウガイケカビ科と見なされた。これはこの当時、小胞子嚢を頂嚢の表面に複数並べる形のものはここに含めることが多かったからである。そのうちで単胞子性の小胞子嚢のみを作るものはクスダマカビ科に含めることを主張する研究者もいたが、いずれにしても本属はコウガイケカビ科に含めることに無理はなかった。その後この分野の分類は様々に変化し、本属は小胞子嚢を形成すること、接合胞子嚢がケカビの型であることからエダケカビ科とする説も支持された。
ただしこのような体系は分子系統の情報から真の系統関係を反映していないことが示され、見直されることとなった。本属の場合、きわめて多様な属を含み、同時にケカビ属が含まれているクレードにその位置があり、ケカビ科とすることが提示されている。
下位分類としては、以下の種がタイプ種である。
- Cokeromyces recurvatus Poitras 1950

その後以下の種がこの属の新種として記載された。
- C. poitrasii Benjamin 1960

これはタイプ種によく似た姿のカビであるが、小胞子嚢が単胞子性、つまり1つの胞子しか含まないものである。ごく背の低いコロニーを作ることや自家和合性であることなども共通である。しかし小胞子嚢壁が崩れないこと、小胞子嚢柄の長さに極端なばらつきがあることなどから別属と考えられ、Pidoplchko & Milco は1971年にこれを独立属 Benjaminia に移し、Benny & Benjamin(1976)はガマノホカビ属 Mycotypha に含めた。さらにその後、この種はBenjaminiella に移されている。現時点では本属はタイプ種のみの単形属である。
なお、Hoffmann et al.(2013)によると、本属ともっとも近縁なのは、上記、元々本属のものとして記載された Benjaminiella poitrasii であり、この両者がそれ以外のケカビ科のものと姉妹群をなすことになっている。これに続き、より多くの種について系統を調べた Walther et al.(2013)によると、本属と近縁なのはこの種のみでなく、Benjaminiella属の3種が1つのまとまりになった上で本属と姉妹群をなす、との結果が出ている。

## 利害
上記のように、ヒトの病原菌として分離された例はあるが、ごく希なものである。Nielsen et al.(2005)によると、本種が人体から報告された例は8度あり、そのうち5例は妊娠や糖尿病など菌の侵入を受けやすい状態の人に対するもので、感染力は明らかに強くない。また組織への侵入が見られたのはわずか2例のみであった。ちなみに体内では酵母状体で発見される。
利用としては、実用的なものはない。菌類学の面では、本種は菌寄生菌の宿主として重要に用いられている。
かつてケカビ類にまとめられた菌群にはエダカビ Piptocephalis やハリサシカビ Syncephalis(以上、トリモチカビ目)、ディマルガリス Dimargalis(ディマルガリス目)、イトエダカビ Chaetocladium (ケカビ目)など、ケカビ類を宿主とする寄生菌がかなりの属種にわたって含まれており、それらは純粋培養が可能なものもあるが、そうでない場合には宿主の菌と共に培養する、いわゆる二員培養が標準的に行われる。つまり宿主の菌は培地の栄養で育ち、寄生菌は宿主から栄養を得て育つ。しかしその場合、宿主によって寄生菌の形質に違いが出る恐れがあり、これを解消するためには宿主の菌を統一する必要がある。R. K. Benjamin はこの目的に本種を選択した。この理由として、彼は本菌のコロニーの背が低く、まず1mmを超えない、ということをあげている。このことはその上に発生する寄生菌の胞子形成の様子などを観察するのを容易にするし、また寄生菌の胞子を取って別の宿主菌に接種する等の操作においても寄生菌の胞子だけを純粋に取り出すことが容易に可能となる。彼以降、この目的で本菌を用いることはこの類の寄生菌を研究する上での標準となった。
また、本種をこれらの菌寄生菌を分離する技法として利用する例もある。Jeffries & Kirk(1976) で提唱されているのはそれである。著者らによるとエダカビやハリサシカビの胞子は単独でも寒天培地上で発芽するが、それには2日ないし3日を要するのが普通である。このような寄生菌がさらに成長するにはこのときに宿主になる菌の若い菌糸が豊富にあることが重要となる。実際に分離する場合、分離源となる資料を寒天培地に広げ、そこに含まれる寄生菌と宿主の胞子が発芽し、寄生菌は宿主に接触して寄生が成立するとその姿を確認することができるようになり、そこから分離操作が始まる。しかし現実にそのような状態を作ると、寄生菌の胞子が発芽する頃には宿主はすでに育ちすぎており、寄生がうまくいかなくなる傾向があるという。そこで菌寄生菌が発芽した頃に好適な宿主を用意する方法として本種を用いる、というものである。具体的にはまず本種が酵母態になる条件で培養し、ばらばらの酵母細胞を多数準備する。分離培地上で寄生菌の発芽が確認されたとき、そこに準備した酵母態細胞を与えると、酵母態細胞は数時間以内に発芽管を伸ばし始め、これは寄生菌にとって寄生に好適な条件を与える。